# Harpactea ulgen
Espèce
Harpactea ulgen est une espèce d'araignées aranéomorphes de la famille des Dysderidae.

## Distribution
Cette espèce est endémique de la province d'Isparta en Turquie,. Elle se rencontre vers Aksu.

## Description
Le mâle holotype mesure 3,99 mm et la femelle paratype 4,85 mm.

## Systématique et taxinomie
Cette espèce a été décrite par Kunt, Özkütük et Yağmur en 2025.

## Étymologie
Cette espèce est nommée en l'honneur d'Ulgen.

## Publication originale
- Kunt, Özkütük & Yağmur, 2025 : « A new spider species of the genus Harpactea (Araneae, Dysderidae) from Türkiye. » Zoodiversity, vol. 59, no 1, p. 1-6.